# Ronde van Nederland 1956

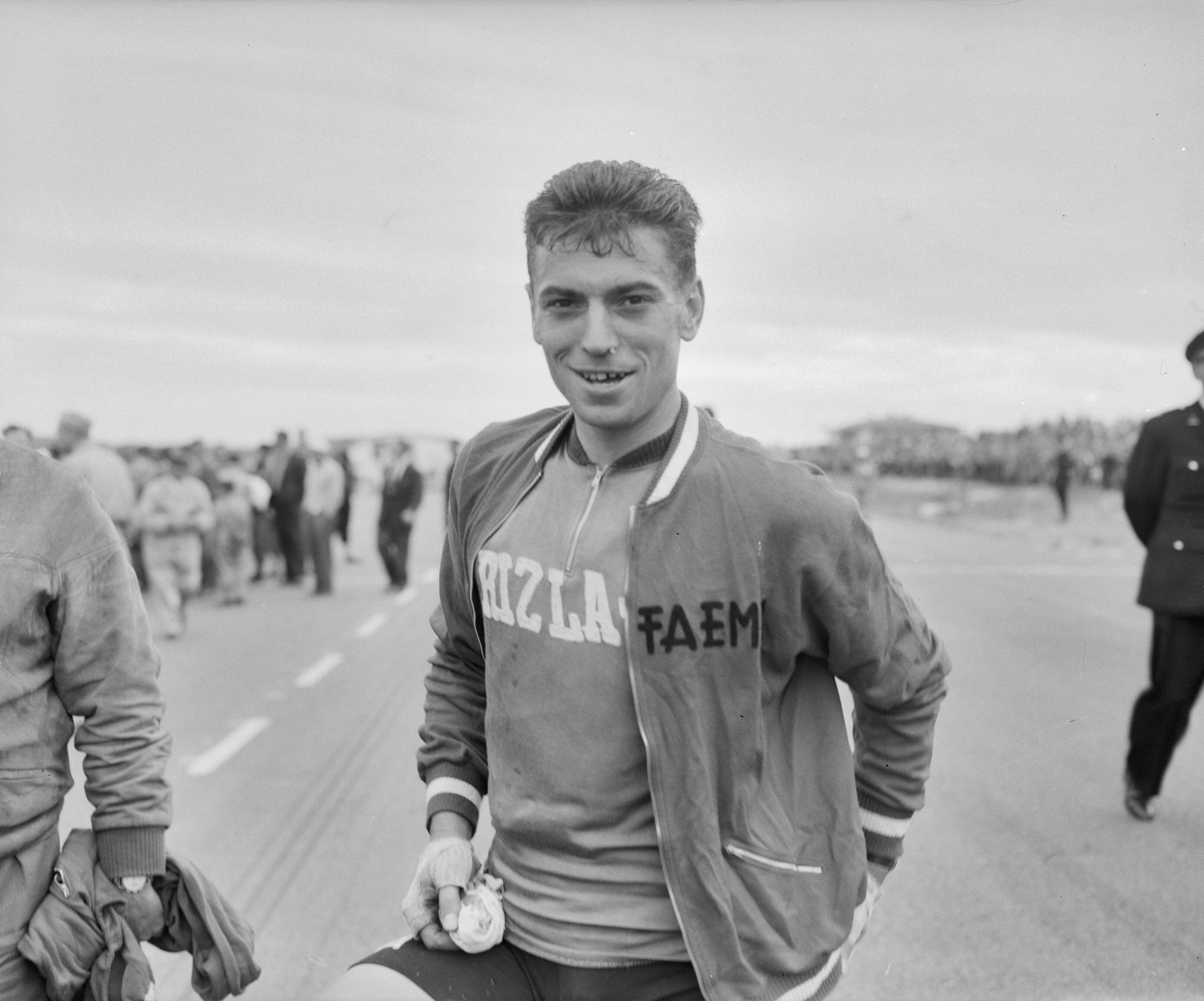
Rik Van Looy (1956)

De 8e editie van de Ronde van Nederland ging op 6 augustus 1956 van start in Utrecht. De wielerwedstrijd over acht etappes eindigde op 13 augustus in Amsterdam. De ronde werd gewonnen door Rik Van Looy.

## Eindklassement
Rik Van Looy werd winnaar van het eindklassement van de Ronde van Nederland van 1956 met een voorsprong van 15 minuten en 15 seconden op Guido Carlesi. De beste Nederlander was Wim van Est met een derde plek.
| Plaats  | Naam               | Tijd      |
| ------- | ------------------ | --------- |
| Winnaar | Rik Van Looy       | 40u08'19" |
| 2       | Guido Carlesi      | + 15'50"  |
| 3       | Wim van Est        | + 17'51"  |
| 4       | Gerrit Voorting    | + 18'03"  |
| 5       | Willy Vannitsen    | + 19'44"  |
| 6       | Wim Rusman         | + 22'15"  |
| 7       | Adriaan Voorting   | + 25'30"  |
| 8       | Gerrit Schulte     | + 29'03"  |
| 9       | Rien Verhelst      | + 29'28"  |
| 10      | Piet van der Lijke | + 30'36"  |

## Etappe-overzicht
| Etappe | Van - naar                | Km       | Etappewinnaar    |
| ------ | ------------------------- | -------- | ---------------- |
| 1      | Utrecht - Steenwijkerwold | 200      | Mario Baroni     |
| 2      | Meppel - Leeuwarden       | 207      | Willy Vannitsen  |
| 3      | Leeuwarden - Zandvoort    | 222      | Rik Van Looy     |
| 4a     | Zandvoort - Rotterdam     | 107      | Noël Foré        |
| 4b     | Rotterdam - Rotterdam     | 10 (TTT) | België A         |
| 5      | Rotterdam - Roosendaal    | 170      | Roger Verplaetse |
| 6      | Roosendaal - Heerlen      | 255      | Rik Van Looy     |
| 7      | Heerlen - Venlo           | 160      | Roger Rosselle   |
| 8a     | Venlo - Gennep            | - (ITT)  | Wim van Est      |
| 8b     | Gennep - Amsterdam        | 202      | Gerrit Schulte   |

1948 · 1949 · 1950 · 1951 · 1952 · 1953 · 1954 · 1955 · 1956 · 1957 · 1958 · 1959 · 1960 · 1961 · 1962 · 1963 · 1964 · 1965 · 1966 · 1967 · 1968 · 1969 · 1970 · 1971 · 1972 · 1973 · 1974 · 1975 · 1976 · 1977 · 1978 · 1979 · 1980 · 1981 · 1982 · 1983 · 1984 · 1985 · 1986 · 1987 · 1988 · 1989 · 1990 · 1991 · 1992 · 1993 · 1994 · 1995 · 1996 · 1997 · 1998 · 1999 · 2000 · 2001 · 2002 · 2003 · 2004 · 2005 · 2006 · 2007 · 2008 · 2009 · 2010 · 2011 · 2012 · 2013 · 2014 · 2015 · 2016 · 2017 · 2018 · 2019 · 2020 · 2021 · 2022 · 2023 · 2024